# Кяппесельгское сельское поселение
Кяппесе́льгское сельское поселение — муниципальное образование в Кондопожском районе Республики Карелия Российской Федерации. Административный центр — село Кяппесельга.

## Население
| 2009 | 2010 | 2012 | 2013 | 2014 | 2015 | 2016 |
| ---- | ---- | ---- | ---- | ---- | ---- | ---- |
| 1119 | ↘995 | ↘952 | ↘916 | ↘867 | ↘834 | ↘791 |
| 2017 | 2018 | 2019 | 2020 | 2021 | 2023 |      |
| ↘777 | ↘742 | ↘715 | ↘692 | ↘687 | ↘660 |      |

## Населённые пункты
В состав сельского поселения входит 7 населённых пунктов:
| № | Населённый пункт | Тип населённого пункта | Население |
| - | ---------------- | ---------------------- | --------- |
| 1 | Викшезеро        | станция                | ↗2        |
| 2 | Кяппесельга      | деревня                | ↘31       |
| 3 | Кяппесельга      | посёлок                | ↘426      |
| 4 | Листнаволок      | деревня                | →0        |
| 5 | Пролетарка       | посёлок                | ↘271      |
| 6 | Уница            | деревня                | ↘149      |
| 7 | Шайдома          | деревня                | ↘37       |